# Bajo Espadán

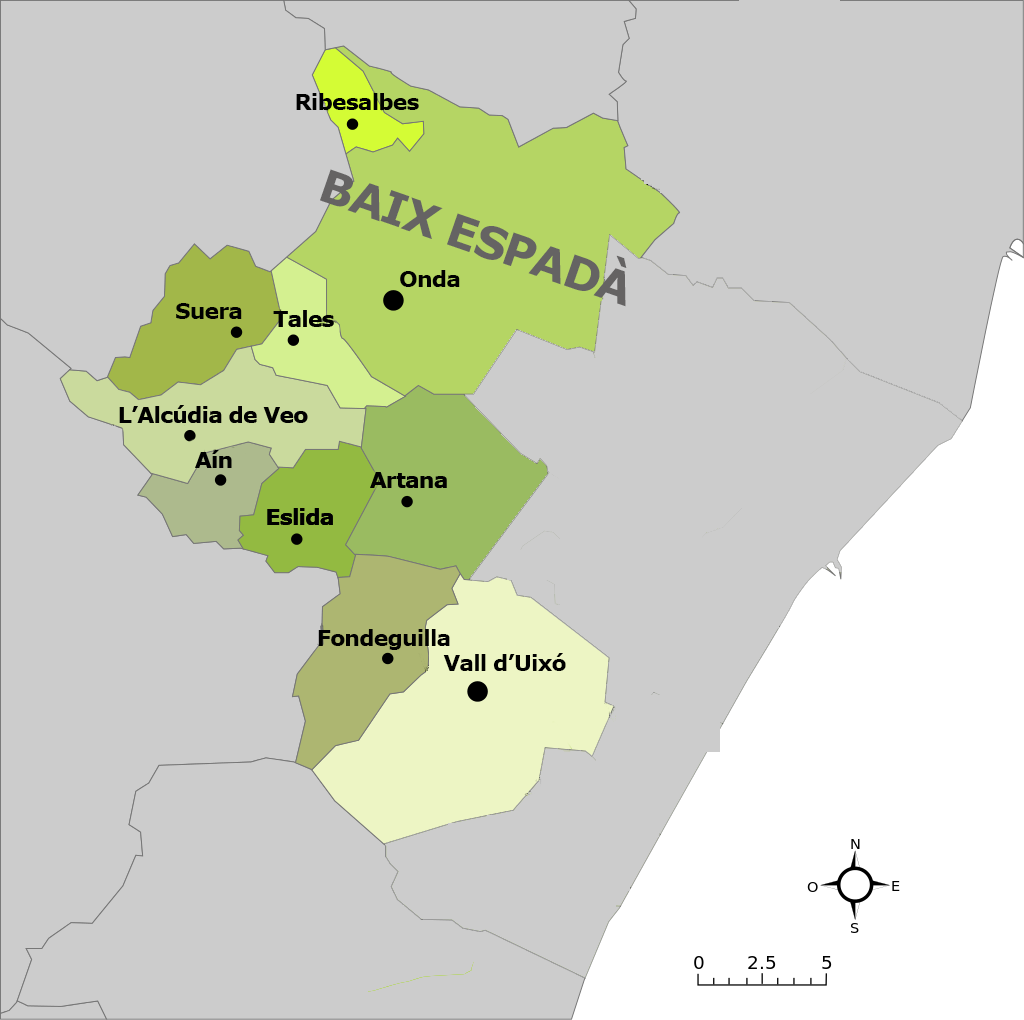
Mapa de Bajo Espadán.

El Bajo Espadán es una histórica comarca de la Comunidad Valenciana que actualmente se encuentra integrada en la comarca de la Plana Baja. Formaban parte de esta comarca los municipios actuales de Ahín, Alcudia de Veo, Alfondeguilla, Artana, Eslida, Onda, Sueras, Ribesalbes, Tales y Vall de Uxó, esta última era la capital. Aparece en el mapa de comarcas de Emili Beüt "Comarques naturals del Regne de València" publicado en el año 1934